# 중화인민공화국의 역사
중화인민공화국(중국어: 中华人民共和国)은 국공 내전에서 승리한 중국 공산당의 주도로 1949년 10월 1일에 건국된 사회주의 국가이다. 마오쩌둥 시대의 중국은 공산주의 사회 건설을 추진하면서 인민공사(人民公社)와 전국적인 대약진 운동을 실시했으나 실패로 끝났다. 문화대혁명 이후 덩샤오핑이 중국을 영도하면서, 중국 공산당의 일당 독재 체제를 견지함과 동시에 자본주의를 도입하는 등 경제 개방 정책을 실시하여 중국의 현대화를 진행했다. 그 결과 중국은 ‘세계의 공장’이라고 할 만큼 경제가 급발전했다.
그런데 오늘날에는 급격한 경제성장의 부작용으로 빈부 격차의 확대와 환경 파괴가 문제가 되고 있다. 또 중국은 공산주의 정치 체제를 위협하는 활동이나 중국의 분열을 촉진할 수 있는 움직임에 대해서는 하나의 중국을 내세우며 강경한 자세를 취하고 있으며, 이는 톈안먼 사건(천안문 사건) 진압과 2005년 반분열국가법 성립 등으로 구체화하고 있다.
2019년 건국 70주년, 2011년 신해혁명 100주년을 맞았다.

## 마오쩌둥 시대 (1949년~1978년)

### 토지개혁법
건국 당시 정치를 담당한 것은 중국인민 정치협상회의였다. 이 단계에서는 공산당 독재체제는 확립되지 않았고, ‘신민주주의론’의 아래 공산당, 중국민주동맹, 중국농공민주당, 중국국민당 혁명위원회 등의 여러 세력이 이 회의의 중심이 되었다. 1950년 토지개혁법이 공표되어 전국에서 토지 재분배를 시행 했다. 법 내용 자체는 온건한 것이었지만, 다년간의 지주에게 불만을 품고 있던 빈농 등의 세력에 의해서 운동은 급진화되었고, 단기간에 토지 개혁은 완료되었다. 당시 중화인민공화국에선 지배층인 만주족과 몽골족 그리고 피지배층의 한족의 인구가 비슷하였다. 족의 명칭이 있는 경우는 귀족만이 가능하였기 때문에 인구 80% 이상이 아무런 족보에도 해당되지 않는 백성이였다. 공산당은 아무런 "족"에도 포함되지 않는 인구 80%를 한족으로 편입시켰기 때문에 현재는 한족이 인구에 가장 많다.
중화인민공화국의 발족 직후는 구국민당, 부유층 등에 의한 반공·반정부 운동이 이어졌다. 이 때문에 ‘반혁명 활동 진압에 관한 지시’가 나오고 대중을 말려들게 한 형태로 반정부 세력의 섬멸을 도모했다. 1953년까지 71만 명을 처형, 129만 명을 체포, 123만 명을 구속하고, 240만 명의 무장세력을 소탕한 것이 중국 해방군 출판사에서 출판된 국정수책에 기록되어 있다. 한편 반낭비, 반관료주를 내건 ‘삼반운동’이 전개되어 관료의 부패를 타파하고자 했다.  그러나 이러한 부패의 원인이 자본가에게로 전가되어 ‘오반운동’으로 자본가 계급을 탄압하였다.(삼반 오반 운동)

### 중소 분쟁

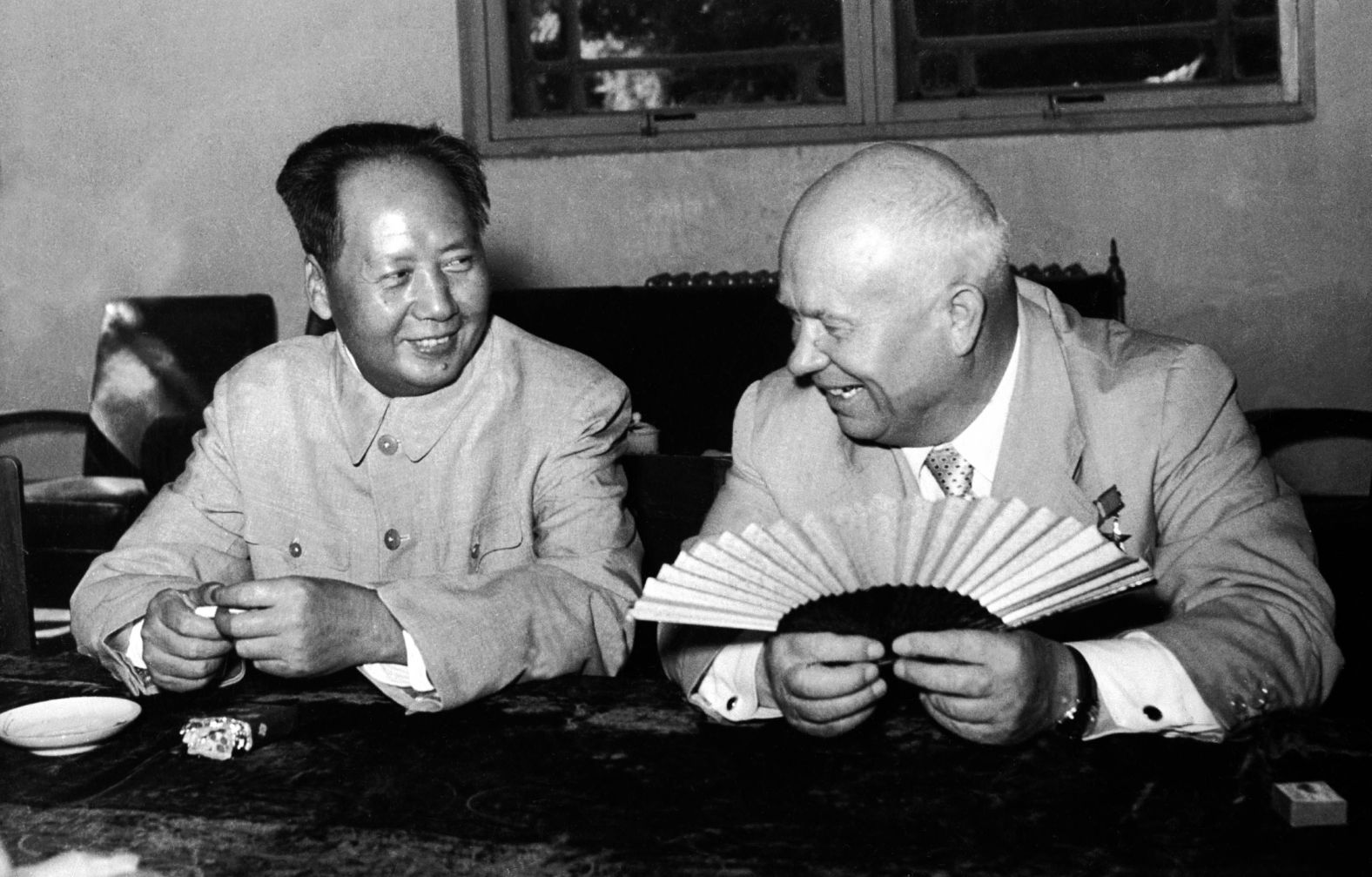
중공을 방문한 니키타 흐루쇼프와 함께 한 마오쩌둥

1950년에 중소 우호 동맹 상호 원조 조약을 맺어, 한국 전쟁으로 곤란에 빠진 조선민주주의인민공화국을 지원해 참전하는 등, 사회주의 진영에 대한 결속도 등한시하지 않았다. 또한 1954년의 네루-저우언라이 회담에서 평화 5원칙을 천명하고, 아시아·아프리카 회의(반둥 회의)에도 적극적으로 참여한 것에서 볼 수 있듯이, 항상 소비에트 사회주의 연방공화국 일변도가 아니라, 제3세력으로서의 외교도 수행하였다.
또 1956년 소련공산당 제20차 대회에서 흐루쇼프가 한 ‘스탈린 비판’에 대해서, 중국공산당은 다른 견해(공적 7할, 잘못 3할)를 표명했다. 이후 소비에트 사회주의 연방공화국과의 관계는 서서히 악화되어, 이후 중소 분쟁이나 중소 국경 분쟁으로 연결된다.

### 반우파 투쟁
중국 내에서 1953년경부터 사회주의화를 본격적으로 진행하기 시작해 인민정치 협상회의를 대신해 인민대표대회를 설립하고, 농업생산합작사를 조직 했다. 1956년에 있었던 ‘백화제방·백가쟁명’(百花斉放百家争鳴) 운동에서 지식인들에게 비판을 받았기 때문에, 이것을 탄압하기 위해서 1957년 6월에 비판적인 지식인에 대한 반우파 투쟁을 시작하여, 적어도 전국에서 50만 명 이상을 실각시켜, 투옥했다.

### 대약진 운동
1958년, 마오쩌둥은 대약진 운동을 시작해, 인민공사화를 추진했다. 그러나 무계획적으로 진행된 대약진 운동은 2,000만 명에서 4,000만 명에 달하는 대규모의 아사자를 내고 실패로 끝났다.

### 티베트 침공
1959년티베트의 중국과의 동화를 도모해, ‘해방’이라는 명목으로 무력 침공을 단행하여, 티베트에서도 수십만 명에 이르는 대학살을 자행했다고 추측된다. 티베트의 최고 지도자 달라이 라마는 인도에 망명하여, 아직도 귀환하지 못하고 있다.

### 문화대혁명
그 후 류샤오치가 경제 조정을 실시하지만, 이 정책에 대해 마오쩌둥과 지지자가 맹렬히 반발하였고, 1966년에 마오쩌둥은 문화대혁명을 발동시켜 류샤오치와 반대파를 정치 무대에서 내쫓았다. 이 문화대혁명은 정치 영역뿐만이 아니라 너무나 광대한 영역까지 영향을 미쳐 청소년에 의해 결성된 홍위병이 반혁명파로 지목된 인간을 매달아 죽이는 일도 있었다. 문화대혁명은 후기로 갈수록 중국을 내란 상태로 몰고 갔다. 결국 1976년 마오쩌둥 사망으로 끝을 맺었다.
마오쩌둥의 사후 화궈펑이 뒤를 이었지만 2년 만에 실각하고, 덩샤오핑이 정권을 잡았다.

## 덩샤오핑 시대 (1978년~1989년)

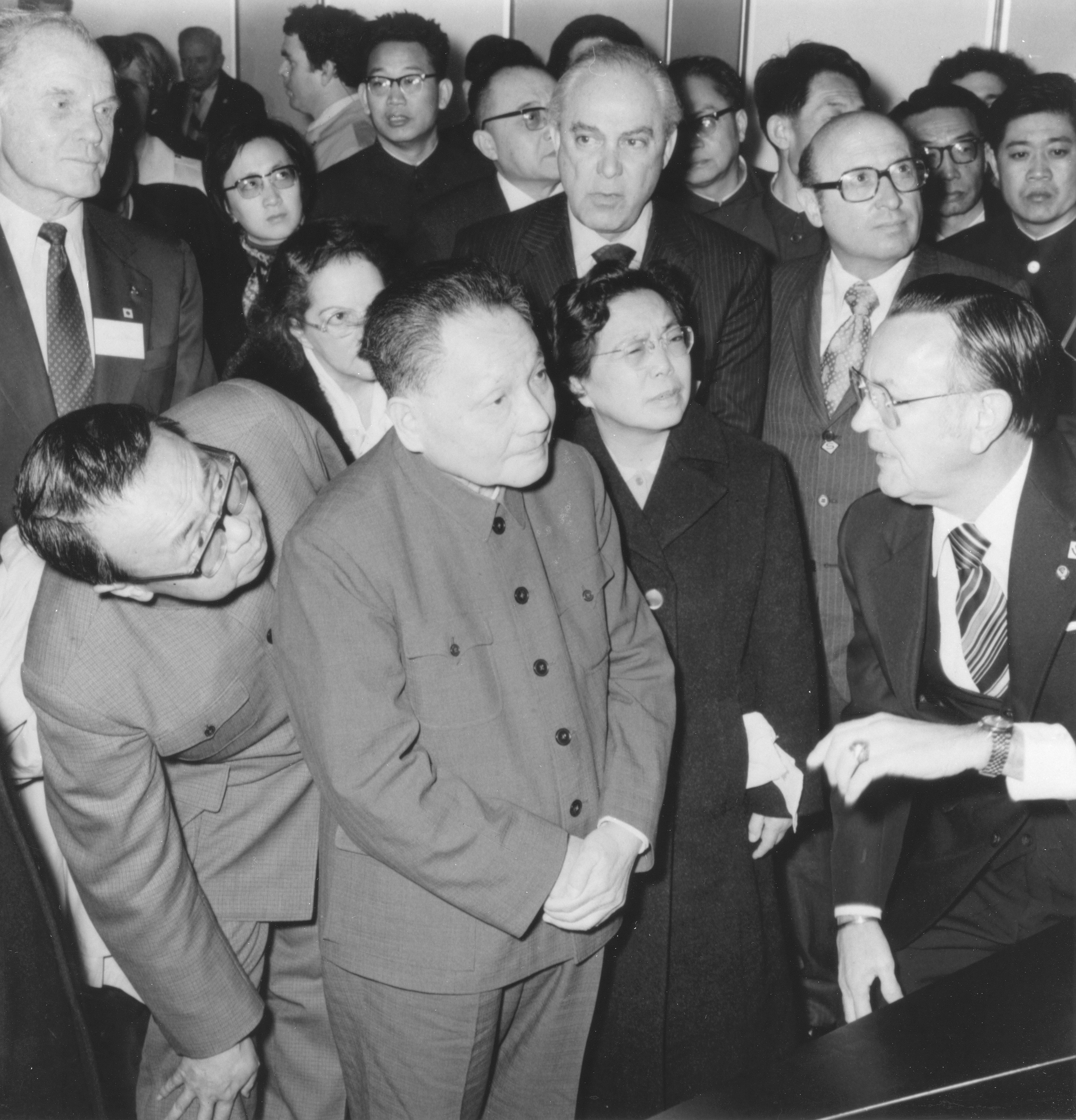
미국 방문 때 존슨 우주 센터를 찾은 덩샤오핑

정치체제는 공산당을 견지하면서,경제 체제는 시장 경제를 도입하는 등의 경제 개방정책을 취해, 근대화를 진행시켰다.

### 중월 전쟁
1979년 베트남은 캄보디아에서 킬링필드라고 하는 대량 학살을 자행하고, 자국의 국경에서 분쟁을 일으킨 민주 캄푸챠 정권을 전복시키기 위해 캄보디아 내전에 개입하여, 폴포트 정권을 캄보디아에서 내쫓았다.
폴포트 정권을 지원하던 중국 정부는 보복을 위해 10만의 육군을 윈난성 등에서 베트남 북동부에 침공해 베트남과 이른 바 중월 전쟁을 시작했다. 그러나  난지형에 예상 외의 베트남의 강력한 반격으로 큰 희생자를 내고 철수하고 말았다. 난사제도, 서사제도 문제와 관련하여 중월 관계는 더욱 냉각되었다.

### 천안문 사태
1989년 6월 4일에는 북경에서 민주화를 요구하는 학생, 시민의 시위가 일어났다. (6·4 천안문 사태) 그러나 정부는 이 시위를 무력으로 진압하였다. 그 일련의 민주화 운동 희생자 수는 중국공산당 정부의 보고와 여러 나라의 조사가 차이가 있지만, 수백 명에서 수십만 명에 이르는 희생자가 발생하였다고 한다.

## 현대의 역사 (1989년~)

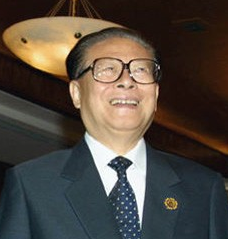
장쩌민 총서기

천안문 사태 이후 1990년대에는 장쩌민 정권 아래에서, 덩샤오핑 노선에 따른 경제 개혁개방 정책이 진행되어, ‘세계의 공장’이라고 불릴 만큼 경제는 급성장했다. 그러나 급격한 경제성장으로 수반된 빈부격차의 확대나 환경 파괴로 인한 문제가 대두되고 있다. 또 경제에 걸맞은 정치 민주화는 진행되지 않는다고 국내외의 비판도 뿌리 깊다.

### 영토 반환
중화인민공화국은 1997년 7월 1일 영국에게서 홍콩을, 1999년 12월 20일 포르투갈에게서 마카오를 반환받았다. 이는 중화민국보다 중화인민공화국을 중국의 대표 정부로 인식하는 국제사회의 분위기가 반영된 결과였다.

## 역대 최고 실권자
- 마오쩌둥 （1949년~1976년）
- 화궈펑 （1976년~1978년）
- 덩샤오핑 （1978년~1989년）
- 장쩌민 （1989년~2002년）
- 후진타오 （2002년~2012년）
- 시진핑 （2012년~）

중화인민공화국에서는 역대의 지도부를 ‘제○대 영도인’이라고 부르지만, 화궈펑 정권은 너무나 짧았기 때문에 제2대 영도인은 덩샤오핑 정권을 가리킨다.

## 같이 보기
- 중화인민공화국
- 중국의 역사
- 중국의 소수민족